# Mošćenička Draga
Moščeniška Draga je naselje na opatijski rivieri na vzhodni obali Istre in središče občine Mošćenička Draga s 1292 prebivalci (2021). Naselje leži zahodno od Reke ob cesti proti Puli pod staro vasjo Mošćenice, ki je na izpostavljeni legi okoli 180 m visoko nad njo. Najjužnejše naselje v občini je Brseč.
Naselje se je razvilo v zalivu, ki se končuje v Suhi dolini, globoki dolini, vsekani v apnenčne stene Učke. Zaradi blagega podnebja, dolgih peščenih plaž in bujnega sredozemskega rastlinja, se je Mošćeniška Draga razvila v priljubljeno turistično
distinacijo v Kvarnerskem zalivu.
Posebej številni slovenski turisti prihajajo iz Ilirske Bistrice, ki so v obdobju Jugoslavije imeli tam številna sindikalna letovišča.

## Podnebje
Moščeniško Drago odlikuje blaga klima.Povprečna januarska temperatura je 5,8°C, julijska pa 23,7 °C. Povprečna letna sončna obsevanost je 2230 ur

## Demografija
| Pregled števila prebivalcev po letih | Pregled števila prebivalcev po letih | Pregled števila prebivalcev po letih | Pregled števila prebivalcev po letih | Pregled števila prebivalcev po letih | Pregled števila prebivalcev po letih | Pregled števila prebivalcev po letih | Pregled števila prebivalcev po letih | Pregled števila prebivalcev po letih | Pregled števila prebivalcev po letih | Pregled števila prebivalcev po letih | Pregled števila prebivalcev po letih | Pregled števila prebivalcev po letih | Pregled števila prebivalcev po letih | Pregled števila prebivalcev po letih |
| ------------------------------------ | ------------------------------------ | ------------------------------------ | ------------------------------------ | ------------------------------------ | ------------------------------------ | ------------------------------------ | ------------------------------------ | ------------------------------------ | ------------------------------------ | ------------------------------------ | ------------------------------------ | ------------------------------------ | ------------------------------------ | ------------------------------------ |
| 1857                                 | 1869                                 | 1880                                 | 1890                                 | 1900                                 | 1910                                 | 1921                                 | 1931                                 | 1948                                 | 1953                                 | 1961                                 | 1971                                 | 1981                                 | 1991                                 | 2001                                 |
| 684                                  | 603                                  | 519                                  | 363                                  | 428                                  | 442                                  | 618                                  | 586                                  | 294                                  | 348                                  | 416                                  | 456                                  | 498                                  | 472                                  | 439                                  |